# Maria Fortunata d'Este van Modena

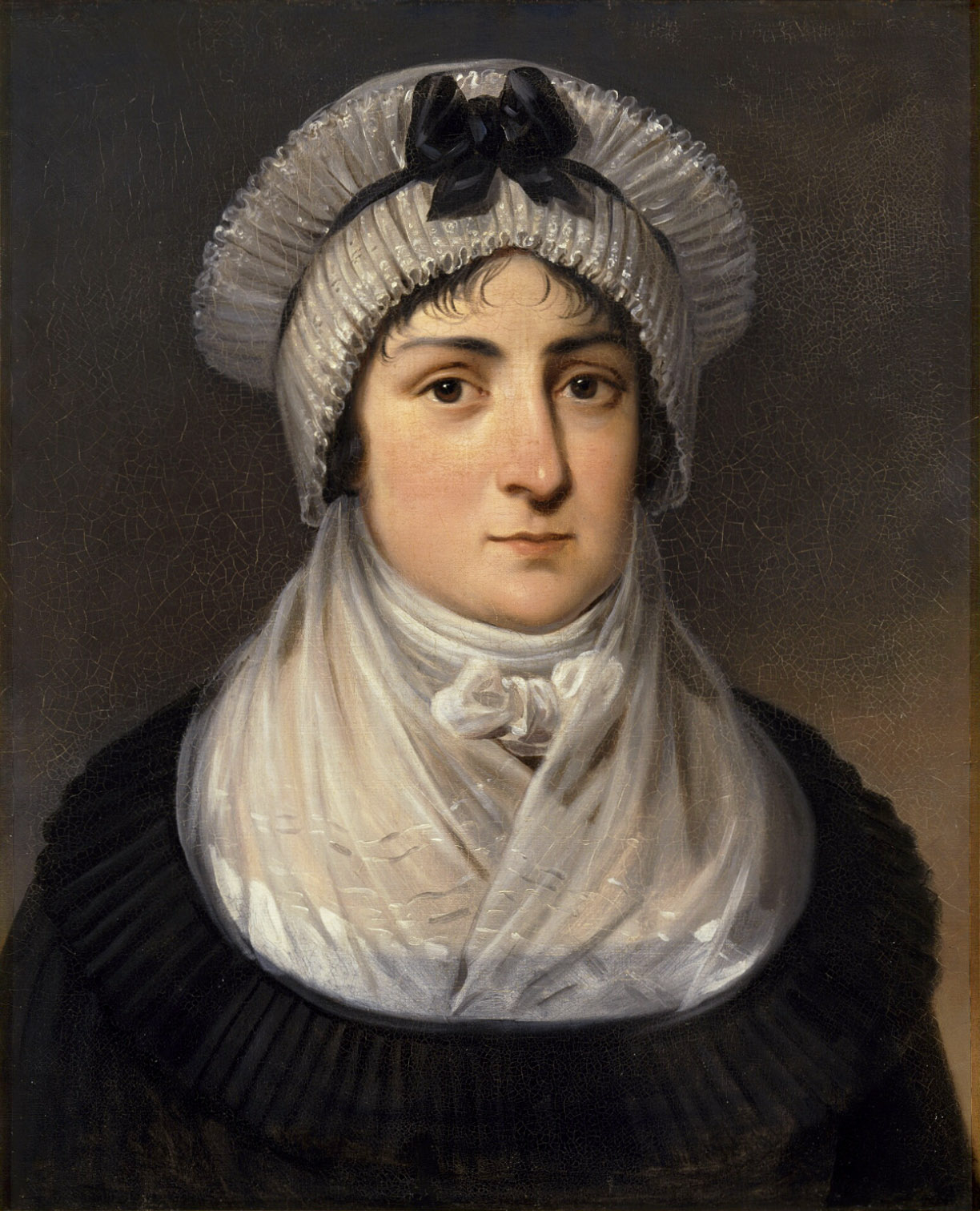
Prinses Maria Fortunata van Modena, later prinses van Bourbon-Conti

Maria Fortunata d'Este, prinses van Modena en Reggio (Modena, 15 juli 1734 — Venetië, 21 september 1803) was door haar huwelijk met prins Lodewijk Frans van Bourbon, prins van Conti, zelf van prinses van Bourbon-Conti. Het huwelijk bleef kinderloos en daardoor was ze de laatste prinses van Conti. Tot de dood van haar schoonvader stonden zij en haar man bekend als de graaf en gravin de La Marche.

## Jeugd
Ze werd geboren als vierde dochter van hertog Francesco III d'Este, hertog van Modena en Reggio. Haar moeder was de Franse prinses Charlotte Aglaë van Orléans. Charlotte van Orléans was een kleindochter van koning Lodewijk XIV van Frankrijk. Maria Fortunata stond in haar familie bekend als vroom, lichtelijk timide en zeer aantrekkelijk en charmant.
Haar moeder ging in de jaren veertig van de achttiende eeuw weg bij haar vader. Dit kwam omdat haar affaire met Louis François Armand du Plessis, hertog van Richelieu, bekend was geworden aan het hof van Modena. Charlotte werd naar Frankrijk verbannen. Maar toch lukte het haar om de huwelijken van twee van haar kinderen te regelen. De oudste van de twee, Maria Theresia Félicia (1726-1754) huwde met hun neef, hertog Lodewijk Jan Maria van Bourbon, hertog van Penthièvre, de rijkste man in Frankrijk. Fortunata huwde ook met een Franse neef, prins Lodewijk Frans van Bourbon, graaf de La Marche. Lodewijk Frans was de erfgenaam van prins Lodewijk Frans I, zijn vader. Fortunata had een oudere broer, prins Ercole Rinaldo d'Este (1727-1803), de latere hertog van Modena en Reggio. Hij huwde met Maria Teresa Cybo-Malaspina en werd vader van Maria Beatrice.

## Huwelijk
Aan het hof stond Lodewijk Frans als erfgenaam van zijn vader bekend als de graaf de La Marche (Frans: Comte de La Marche). Het huwelijkscontract werd in Milaan op 3 januari 1759 getekend door de Franse ambassadeur aan het hof van Turijn. Een eerste huwelijk door volmacht werd gesloten op 7 februari van datzelfde jaar in Milaan. Een tweede huwelijksceremonie, in persoon, werd gesloten op 27 februari in Nangis-en-Brie te Frankrijk. Ze kreeg van haar vader een bedrag van één miljoen livre mee. Bovendien kreeg haar man bij haar aankomst in Frankrijeen cadeau van 150.000 livre van koning Lodewijk XV van Frankrijk. De jonge gravin de La Marche werd op 5 maart 1759 door de douairière-prinses van Conti, Louise Elisabeth van Bourbon, aan koning Lodewijk XV, aan koningin Maria Leszczyńska en aan de rest van de koninklijke familie gepresenteerd.

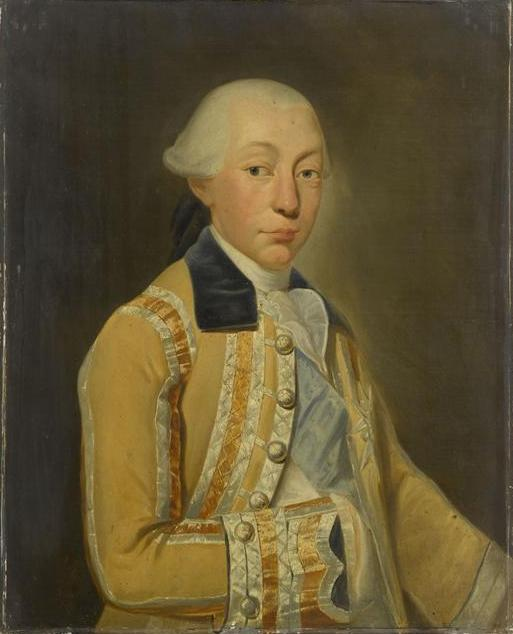
Lodewijk Frans van Bourbon, prins van Conti

Het koppel had geen gelukkig huwelijk en ze kregen geen kinderen. Velen aan het hof zeiden dat dit de schuld was van de maîtresse van haar man, Marie Anne Véronèse, bekend als Mademoiselle Coraline, zij had namelijk ontzettend veel invloed op haar man. Marie Anne Véronèse was een danseres in een Italiaans theater. Lodewijk Frans en zijn maîtresse hadden samen twee kinderen gekregen, de eerste werd geboren in 1761 en de tweede in 1767. In 1768 werd aan Fortunata gevraagd om prinses Louise Marie Adélaïde van Bourbon, Mademoiselle de Penthièvre, aan de koning en het hof te presenteren. Haar nichtje zou gaan trouwen met de latere hertog Lodewijk Filips II van Orléans, hertog van Chartres. Lodewijk Filips II kreeg tijdens de Franse Revolutie de bijnaam Philippe Égalité.
In 1770 vond het huwelijk plaats tussen de Dauphin van Frankrijk, de latere Lodewijk XVI, en de Oostenrijkse aartshertogin Maria Antonia van Habsburg-Lotharingen, die naar haar huwelijk beter bekend werd als Marie Antoinette. Marie Fortunata en haar man waren een van de twaalf koppels die uitgenodigd waren om te dineren met de pasgetrouwden in de Opera van het Kasteel van Versailles, dat was speciaal gebouwd voor de koninklijke bruiloft.

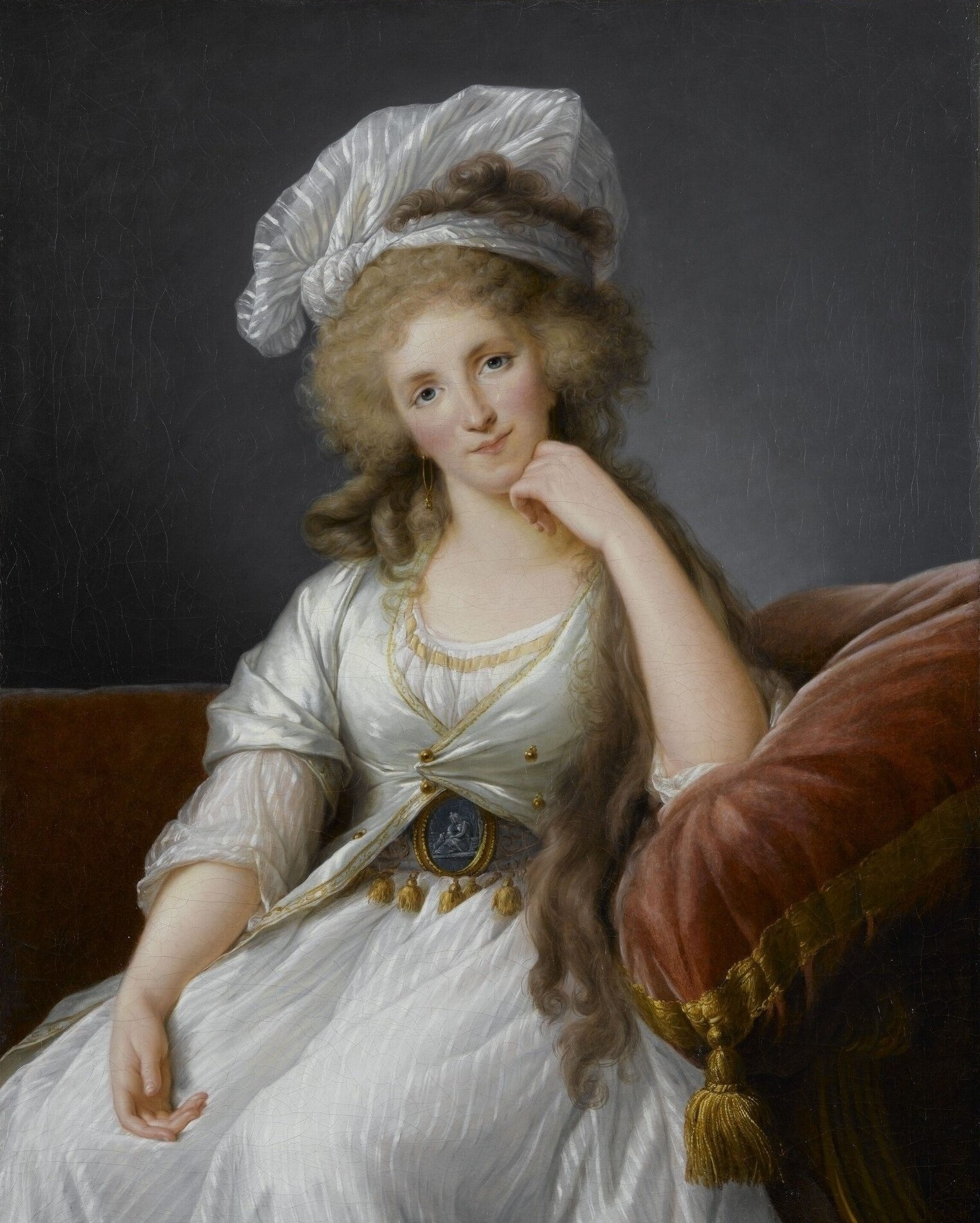
Louise Marie Adélaïde van Bourbon

## Prinses van Conti en ballingschap
In 1776 overleed haar schoonvader, prins Lodewijk Frans I. Daardoor werden zij en haar man de nieuwe prins en prinses van Conti. Ze was vroom, discreet en zeer gecultiveerd, maar Maria Fortunata was niet bestemd om deel uit te maken van de vriendencirkel van de nieuwe koningin aan het hof in Versailles, Marie Antoinette. Ze onderhield goede betrekkingen met haar schoonbroer, de hertog van Penthièvre, die zijn vrouw had verloren in 1754. Ze kreeg een goede relatie met haar twee nichtjes, Maria Louise van Savoye, Prinses de Lamballe, en de toekomstige hertogin van Orléans, Louise Marie Adélaïde van Bourbon.
Het Bourbon-Conti paar gingen officieel in 1777 uit elkaar, hoewel zij al sinds 1775 gescheiden waren van tafel en bed. In 1780 kreeg Maria Fortunata het Kasteel van Triel in handen, dit kasteel zou uitgroeien tot haar favoriete woning. Tijdens de crisis van 1789, toen de Staten Generaal in Versailles bijeenkwam, steunde Maria Fortunata de koninklijke familie en heeft ze ook deelgenomen aan een mars naar de kerk van Saint Louis. Later ging ze weg uit Frankrijk en nam ze de naam comtesse de Triel aan. Na eerst gevlucht te zijn naar Brussel, kwam zij uiteindelijk terecht in Chambéry, een plaats die in die tijd een deel van het Koninkrijk Sardinië was. In 1791 verhuisde ze opnieuw, ditmaal naar Fribourg in Zwitserland. Die stad stond vooral bekend om haar grote aantal uit Frankrijk gevluchte mensen. De stad had ook sterke religieuze banden, een ander pluspunt voor de vrome prinses.
In 1794 liet ze een familielid van haar, prinses Eugénie van Orléans, bij haar wonen omdat ook Eugénie Frankrijk was ontvlucht. Eugénie's moeder, de hertogin van Orléans, was gevangengezet in het Palais du Luxembourg te Parijs. De oudere Maria Fortunata en de jongere Eugénie begonnen een nieuw leven in Keurvorstendom Beieren. In de lente van 1800 werd het tweetal gedwongen om te vluchten naar Hongarije, dit vanwege de oprukkende legers van Napoleon Bonaparte. In Hongarije kreeg ze bezoek van een ander familielid, Maria Beatrice d'Este, de dochter van haar broer Ercole. Maria Beatrice was de erfgenaam van haar oudere broer. Ercole was zijn hertogdom verloren, door de creatie van een nieuwe napoleontische staat, de Cispadaanse Republiek.

## Latere leven en dood
In 1801 zag ze de reünie van Eugénie van Orleans en haar moeder, nu douairière-hertogin van Orléans, in Barcelona na haar vrijlating uit de gevangenis en verbanning in Frankrijk. Maria Fortunata trad toe tot de klooster van de Visitatie in Venetië. Ze verhuisde naar het klooster op 19 oktober met drie van haar onderdanen en haar trouwe vriendin, de comtesse des Roches, zij ging al bijna haar hele leven mee met de prinses, ook tijdens diens ballingschap in Europa. Ze werd het slachtoffer van pleuritis en overleed uiteindelijk op 21 september 1803 te Venetië. Maria Fortunata werd 71 jaar oud. Ze werd begraven in de kapel van het klooster. Haar broer, Ercole III van Modena, en haar zus, Matilda d'Este, zijn ook daar begraven. De comtesse des Roches overleed enige tijd na Maria Fortunata en werd er eveneens begraven.
Prins Lodewijk Frans, haar man, overleed op 13 maart 1814.